# 真夜中のあいさつ
『真夜中のあいさつ』（まよなか - ）は、 1974年8月11日19:30 - 20:55に放送された、TBS制作の単発テレビドラマ。『日曜ワイドスペシャル』内で放送された。
第29回文化庁芸術祭大賞（文部大臣賞）、ギャラクシー賞期間選奨受賞作品。
平成の後半以降、TBSチャンネル2で繰り返し再放送されるようになった。映像ソフトの販売、動画配信サイトの配信は今のところ予定はない。

## 概要
深夜放送のディスクジョッキー(DJ)の世界を取り上げた90分のドラマ。ラジオ東洋の人気DJである隆太郎とディレクターが、飛行機整備士・藤田菊雄からの手紙をきっかけに、彼が想いを寄せる女性を深夜ラジオ番組の中で探し出し、恋を実らせようとする。その過程を通じて、若者の心のふれあいを求めてさまよう青春群像を描く。

## スタッフ
- プロデューサー：大山勝美
- ディレクター：大山勝美、片島謙二
- 脚本：山田太一

## キャスト
- せんだみつお
- あべ静江 - この作品が本格的なドラマデビューとなった。
- 杉浦直樹
- 岩崎加根子
- 森塚敏
- 白石冬美
- 伊藤高

ほか
| TBS 1974年8月11日（日曜）19:30 - 20:55枠 【日曜ワイドスペシャル】 | TBS 1974年8月11日（日曜）19:30 - 20:55枠 【日曜ワイドスペシャル】 | TBS 1974年8月11日（日曜）19:30 - 20:55枠 【日曜ワイドスペシャル】 |
| 前番組                                                            | 番組名                                                            | 次番組                                                            |
| ----------------------------------------------------------------- | ----------------------------------------------------------------- | ----------------------------------------------------------------- |
| プロ野球中継｢阪神×巨人｣ （甲子園球場） ※前週                      | 真夜中のあいさつ                                                  | 終戦記念番組 ドキュメンタリー 「ああ硫黄島」 ※翌週                |